# راس الودن (دوعن)
'

تعديل مصدري - تعديل

راس الودن هي إحدى قرى عزلة صيف بمديرية دوعن التابعة لمحافظة حضرموت، بلغ تعداد سكانها 38 نسمة حسب تعداد اليمن لعام 2004.